# Agrární strana Ruska
Agrární strana Ruska (rusky Аграрная Партия России, АПР) byla relativně malá ruská levicově-agrární politická strana. Vznikla 26. února 1993, ideově navazující na někdejší esery. Zanikla v roce 2008 sloučením se stranou Jednotné Rusko. Předsedkyní byla Olga Bašmachnikovová (Ольга Башмачникова).

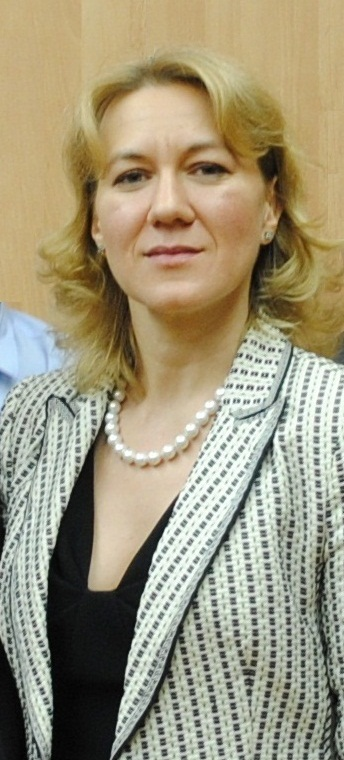
Předsedkyně strany АПР Olga Bašmachnikovová (2012)

## Charakteristika a zapojení do politického systému
Agrární strana představovala levicový subjekt s elektorátem omezeným na venkovské voliče (nejvíce hlasů získala v roce 1993, přes 7 %). Oficiálně se nehlásila ke komunistickému kolektivismu (hájila soukromé vlastnictví malých zemědělců), podporovala ale rozsáhlý dohled státu na agrární sektor.
Na ruské politické scéně spolupracovala s Komunistickou stranou Ruské federace. Spolu s ní postavila společného kandidáta, Nikolaje Charitonova, do prezidentských voleb v roce 2004 (obdržel 13,69 %). Po neúspěšných volbách do Dumy v roce 2007, kdy nezískala žádné parlamentní zastoupení, navázala spolupráci se stranou Jednotné Rusko. V prezidentských volbách podporovala Dmitrije Medvěděva.
Strana měla údajně až 170 000 členů , jiné zdroje odhadovaly počet členů okolo 41 tisíc. Zanikla sloučením s Jednotným Ruskem, které bylo zdůvodněno „společným zájmem na rozvoji venkova“.

## Volební výsledky

### Státní duma
| Volby | %   | mandáty |
| ----- | --- | ------- |
| 1993  | 7.3 | 33      |
| 1995  | 4.4 | 20      |
| 1999  | -   | -       |
| 2003  | 3.7 | 2       |
| 2007  | 2.3 | 0       |